# Jänkendorf
Jänkendorf, obersorbisch Němske Jenkecy, ist eine Ortschaft der Gemeinde Waldhufen im Landkreis Görlitz.

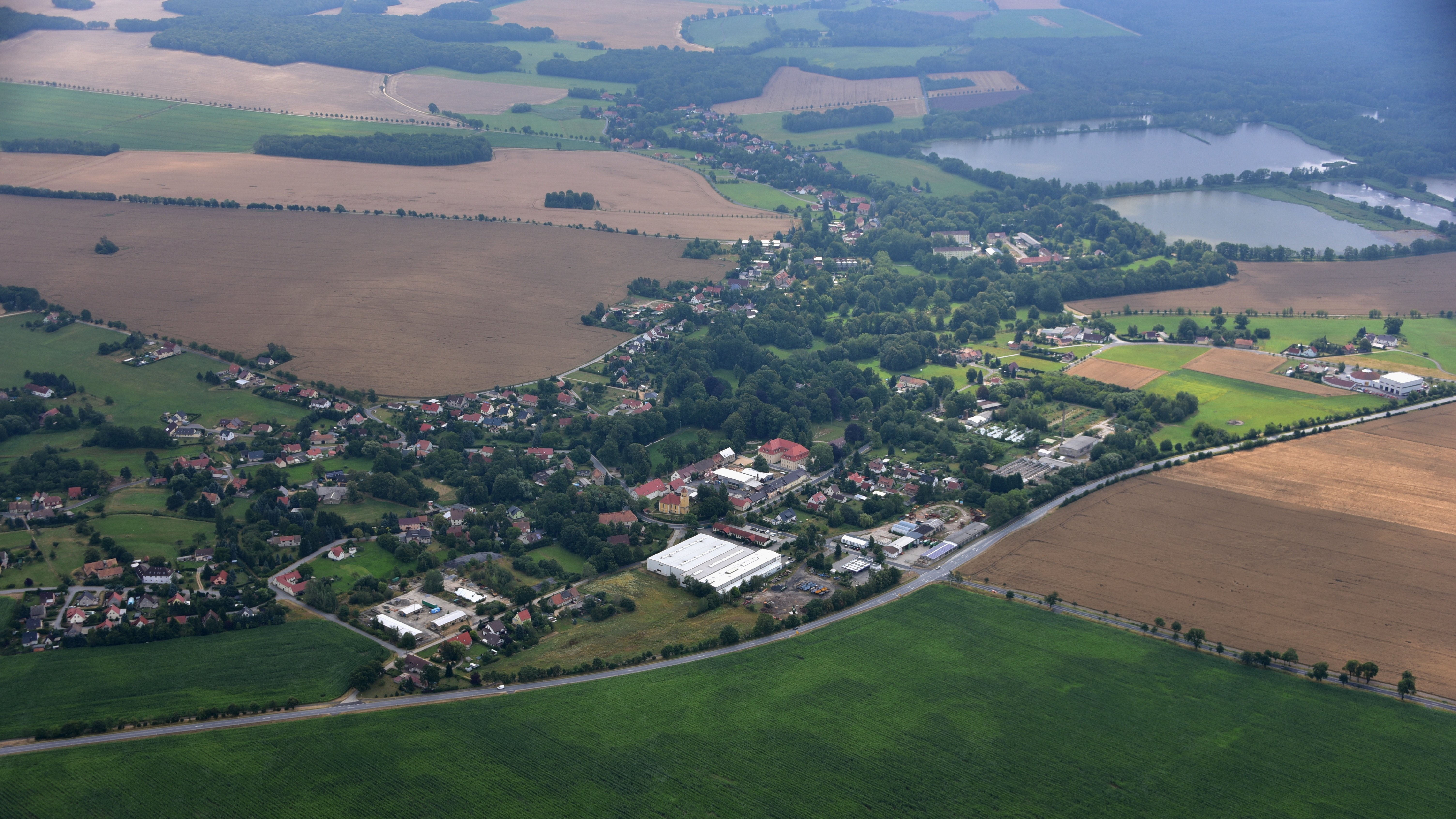
Jänkendorf, Luftaufnahme (2019)

## Geografie

### Geografische Lage
Jänkendorf liegt im Osten Sachsens, etwa 15 km nordwestlich von Görlitz und rund 80 km östlich von Dresden, in der Schwarzen-Schöps-Niederung. Nordwestlich liegt der Stausee Quitzdorf, südlich das Ullersdorfer Teichgebiet.
Folgende Gemeinden oder Ortschaften grenzen an Jänkendorf, Nennung im Uhrzeigersinn beginnend im Osten:
Wiesa, Thiemendorf, Nieder Seifersdorf, Diehsa und schließlich Niesky.

### Ortsgliederung
Zur Gemeinde Jänkendorf gehörten die Ortsteile Wilhelminenthal, Schäferei und Ullersdorf. Letzterer wurde 1938 eingemeindet. Der 1950 eingegliederte Ortsteil Reichendorf (ehemals Kaana) wurde 1981 für den Stausee Quitzdorf devastiert.

## Geschichte

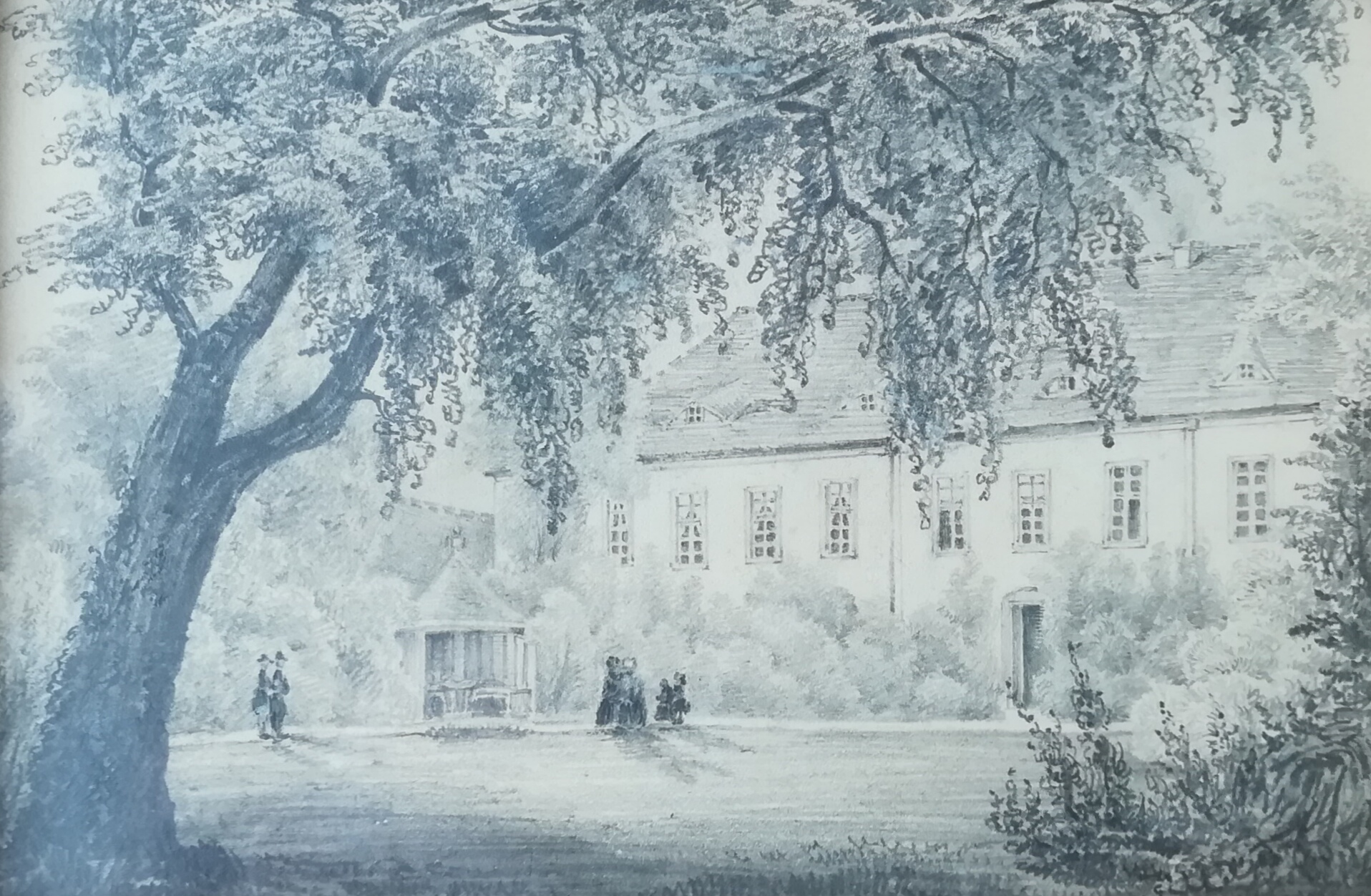
Wilhelmine von Schack, Schloß Jänkendorf, um 1848

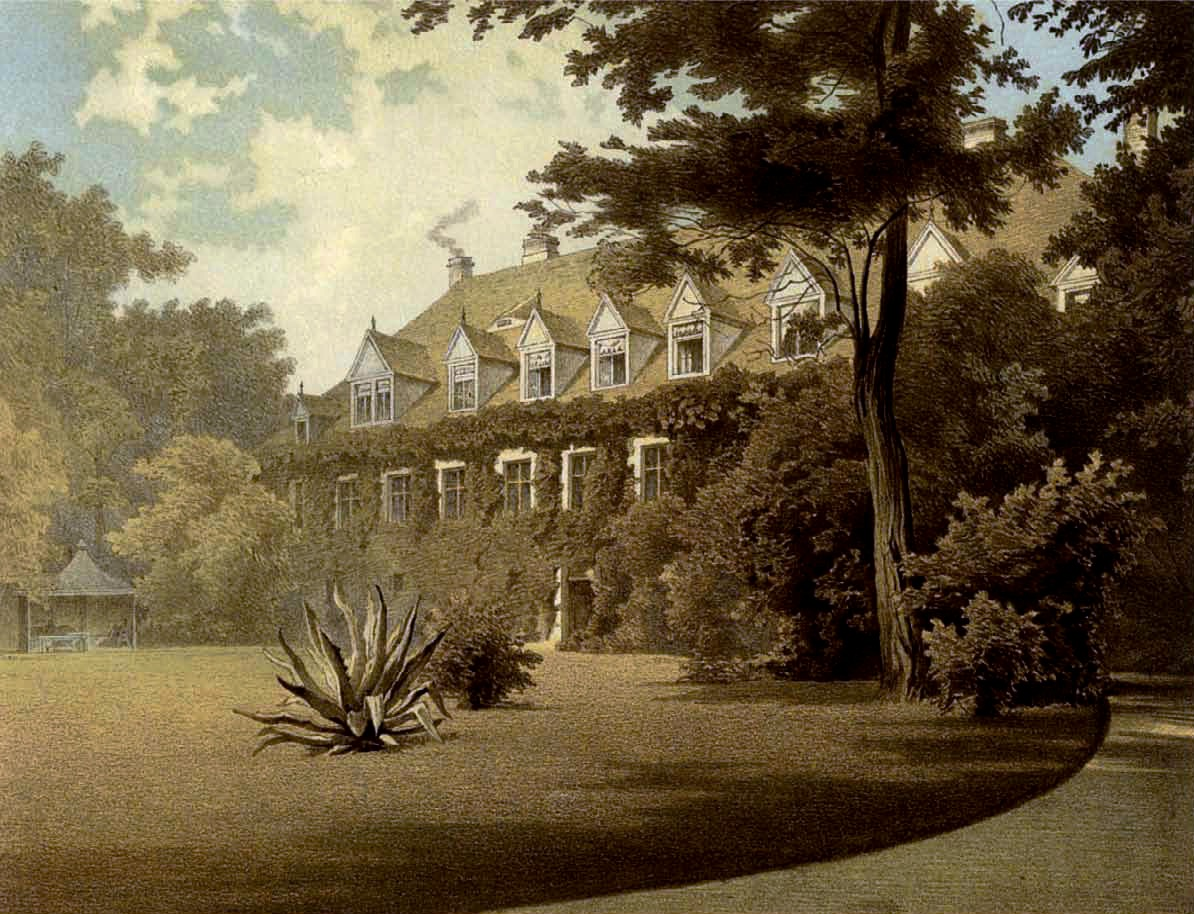
Schloss Jänkendorf um 1869, Sammlung Alexander Duncker

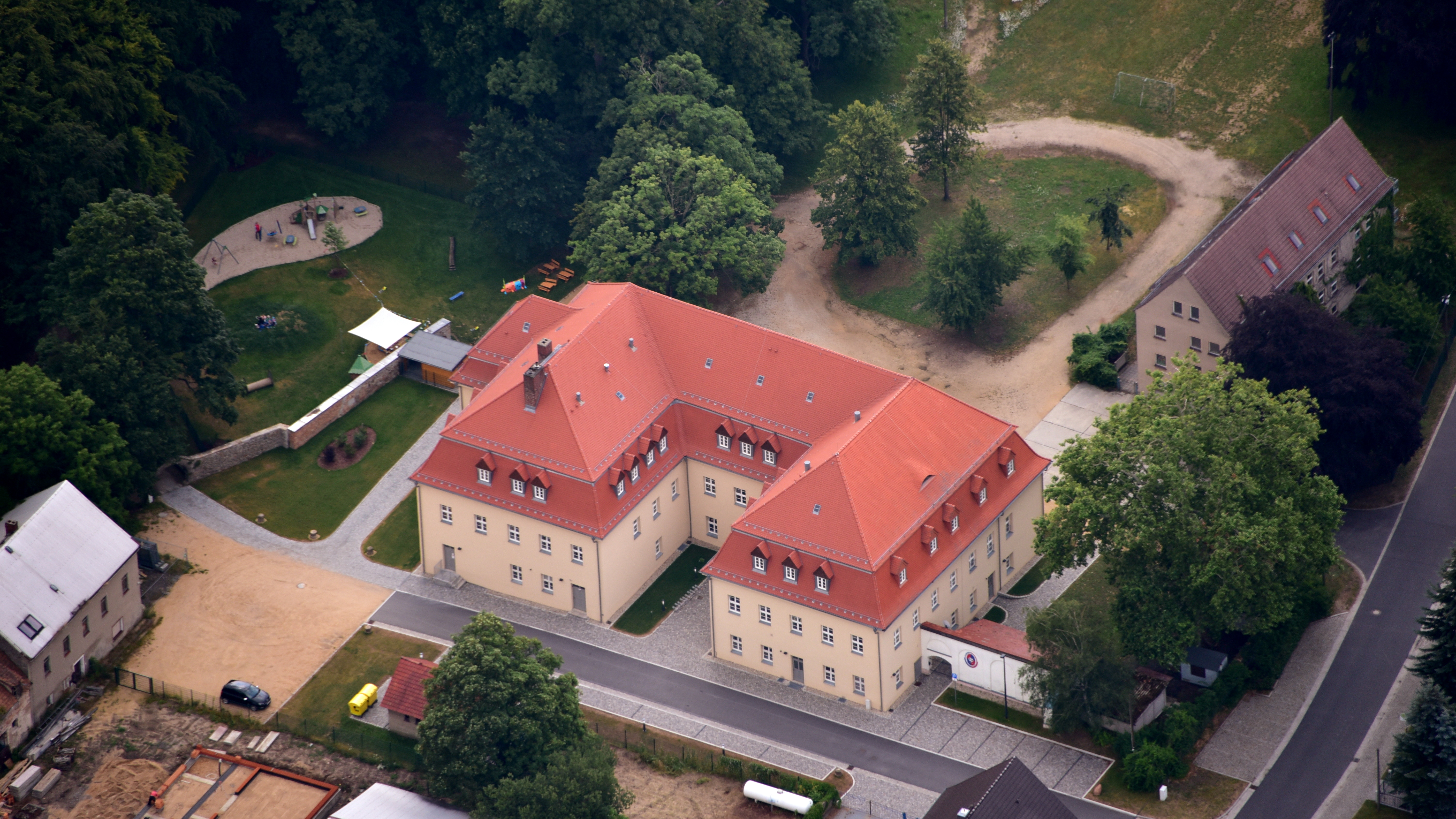
Schloss Jänkendorf, Luftaufnahme (2019)

Erstmals urkundlich erwähnt wurde Jänkendorf im Jahr 1346, damals noch unter dem Namen Jenikendorff. Im 15. Jahrhundert vollzog sich dann eine Aufteilung der Güter, und bis ins 19. Jahrhundert hinein wurde das Gebiet von mehreren Schlossherrschaften verwaltet. 1557 saßen drei Brüder von Nostitz in Jänkendorf, deren Nachfahren dort bis ins 18. Jahrhundert ansässig blieben. Nach mehreren Besitzwechseln (u. a. von Ferber, von Schönberg) gelangte es an Johanne Friederike Gräfin Reuß geb. von Schönberg, dann an einen Neffen ihres Mannes. Von 1855 bis 1884 lebte Eleonore Prinzessin Reuß-Köstritz auf Gut Jänkendorf.
Am 1. Juli 1950 wurde die bis dahin eigenständige Gemeinde Reichendorf eingegliedert.
Während sich zahlreiche kleinere Gewerke ansiedelten, entwickelte sich die Landwirtschaft zum Haupterwerb.
Jänkendorf wurde im März 1994 zusammen mit Diehsa, Nieder Seifersdorf und Thiemendorf zur Gemeinde Waldhufen zusammengeschlossen.

## Kultur und Sehenswürdigkeiten

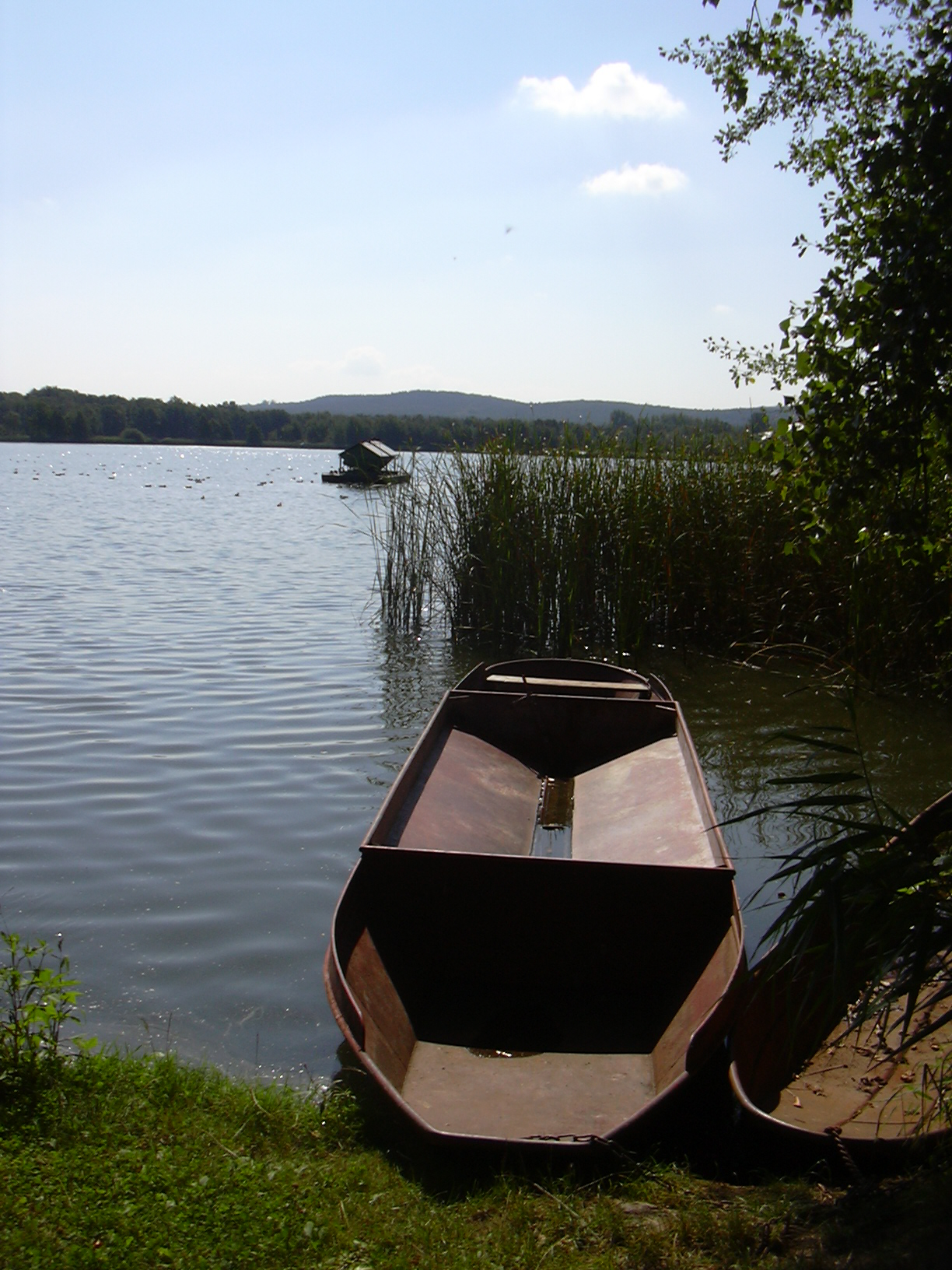
Landschaft an den Ullersdorfer Teichen

Sehenswert sind der Ortskern von Jänkendorf mit Gemeindeverwaltung, Kirche und Pfarrhaus (erbaut 1801) sowie die Ullersdorfer Kirche (erbaut ab 1515).
Bei Wanderern und Radfahrern beliebt ist das Ullersdorfer Teichgebiet.

### Sport
In Jänkendorf gibt es zwei Sportvereine, den „RSV Frisch Auf Jänkendorf“ mit den Abteilungen Radball, Radpolo, Billard und Gymnastik, und den „SV 90 Jänkendorf“ mit den Abteilungen Fußball, Tischtennis und Allgemeine Sportarten.

### Regelmäßige Veranstaltungen
Ein Höhepunkt im Herbst ist das Abfischen der Ullersdorfer Teiche und des Poetenteiches.

## Persönlichkeiten
- Heinrich XXXI. Reuß zu Köstritz (1868–1929), Gutsbesitzer und Politiker
- Arnim Brux (* 1952), Politiker (SPD), Landrat